# Pristimantis pastazensis
Pristimantis pastazensis är en groddjursart som först beskrevs av Andersson 1945.  Pristimantis pastazensis ingår i släktet Pristimantis och familjen Strabomantidae. IUCN kategoriserar arten globalt som starkt hotad. Inga underarter finns listade i Catalogue of Life.